# Z47
Z47 ist die Bezeichnung eines Stahlachterbahnmodells des Herstellers Pinfari, welche erstmals 1966 ausgeliefert wurde und zur Zyklon-Reihe des Herstellers zählt.
Die 435 m lange Strecke erstreckt sich über eine Grundfläche von 47,2 m × 17,2 m und erreicht eine Höhe von 11,2 m. Die Wagen, in denen jeweils vier Personen Platz nehmen können, werden durch einen Kettenlifthill in die Höhe transportiert. Maximal 950 Personen pro Stunde können somit mit Z47 fahren. Die gesamte Anlage hat ein Gewicht von rund 42 t und hat einen Anschlusswert von 10 kW zzgl. 18 kW für Beleuchtung.

## Standorte
| Achterbahn                               | Betreiber                                                                                        | Land                               | Eröffnung                                     | Schließung                 |
| ---------------------------------------- | ------------------------------------------------------------------------------------------------ | ---------------------------------- | --------------------------------------------- | -------------------------- |
| Ali Baba Coaster                         | Gloria’s Fantasyland                                                                             | Philippinen                        | 2009                                          |                            |
| Chicago Cat                              | Old Chicago                                                                                      | Vereinigte Staaten                 | 1975                                          | 1980                       |
| Ciclon                                   | Parque Diversiones                                                                               | Costa Rica                         | November 1987                                 | 2006–2009                  |
| Fami’stéric Sky Ways Roller Coaster      | Fami P.A.R.C Pirat' Park Brean Leisure Park                                                      | Frankreich Vereinigtes Königreich  | 3. August 2008 2006 unbekannt                 | 31. Oktober 2009 2006 2005 |
| Firecracker Cyclone                      | Jolly Roger Amusement Park Holiday World Geauga Lake                                             | Vereinigte Staaten                 | 1998 1981 1976                                | 1998 1997 1980             |
| Himalaya                                 | Atlantika                                                                                        | Ungarn                             | 2010                                          | 2012                       |
| Hochbahn                                 | Wiener Prater                                                                                    | Österreich                         | 1966                                          | 1977                       |
| Hochbahn                                 | Wiener Prater                                                                                    | Österreich                         | 1979                                          | 1996                       |
| Le Grand Huit Grand 8                    | Walibi Rhône-Alpes Walibi Wavre                                                                  | Frankreich Belgien                 | 1984–1986 1975                                | 1992 1983                  |
| London City Coaster Grizzly Bear Cyclone | Verkeers- en Attractiepark Duinen Zathe Lightwater Valley Spanish City Amusement Park            | Niederlande Vereinigtes Königreich | 14. April 2017 3. April 2004 1991 oder früher | 2008 2000                  |
| Missão: Z47                              | Tivoli Park                                                                                      | Brasilien                          | 5. Dezember 2020                              | 19. Juli 2021              |
| Montanha Russa                           | Parque de Diversão Barilândia                                                                    | Brasilien                          | 2007                                          |                            |
| Montanha Russa                           | Parque Guaíba                                                                                    | Brasilien                          | 2011                                          | 2012                       |
| Montanha Russa Zyklon                    | Walter World Tivoli Park                                                                         | Brasilien                          | 1998 unbekannt                                | 1995                       |
| Rakevet Harim                            | Luna Park Tel Aviv                                                                               | Israel                             | 1970er                                        | 2009                       |
| WildCat Zyklon Zyclone                   | Parque de Diversiones Anita Nueva Aventura Santa’s Village AZoosment Park Fun Spot Morey’s Piers | Mexiko Vereinigte Staaten          | 2018 28. Juni 2014 1990 1967–1969             | 2015 2008 1999             |
| Zyclon Coaster                           | Kids Fun Park                                                                                    | Indonesien                         | 2017                                          |                            |
| Zyklon                                   | Dinosaur Beach                                                                                   | Vereinigte Staaten                 | 1996                                          | 1996                       |
| Zyklon                                   | Magic Springs & Crystal Falls                                                                    | Vereinigte Staaten                 | 1992                                          | 1995                       |
| Zyklon                                   | Western Fair                                                                                     | Kanada                             | 1976                                          | Mai 2006                   |
| Zyclone                                  | Gloria’s Fantasyland                                                                             | Philippinen                        | 2009                                          |                            |
| Zyclone                                  | Morey’s Piers                                                                                    | Vereinigte Staaten                 | 1988                                          | 1989                       |
| unbekannter Name                         | Bagatelle                                                                                        | Frankreich                         | 1969                                          | 1975                       |
| unbekannter Name                         | Seaburn Fun Park                                                                                 | Vereinigtes Königreich             | nie eröffnet                                  |                            |

## Z47L
Neben der Standard-Variante Z47 gibt es auch noch eine Z47L-Variante. Diese Variante ist von der Strecke her nahezu identisch mit der Standard-Variante, verfügt aber zusätzlich über einen 10 m hohen Looping. Die maximale Höhe beträgt in dieser Variante 12,4 m.

### Standorte
| Achterbahn                  | Betreiber                      | Land      | Eröffnung      | Schließung |
| --------------------------- | ------------------------------ | --------- | -------------- | ---------- |
| Colossu’s Loop Looping Star | Nova Nicolândi Park do Gorilão | Brasilien | 2008 unbekannt | unbekannt  |